# Regina Marunde
Regina Marunde (Berlijn, 26 augustus 1968) is een Duits voormalig wielrenster en mountainbikester.
Op de Olympische Zomerspelen in 1996 reed Marunde op het onderdeel Cross-Country op de mountainbike, en finishte ze als zevende.
Op het Wereldkampioenschappen mountainbike 2003 werd Marunde zevende bij de Cross-Country Marathon.
Marunde reed ook het Duits nationaal kampioenschap op de weg, zowel de wegwedstrijd als de tijdrit.
Op het Duits kampioenschap veldrijden werd Marunde in 2000 tweede, en nogmaals derde in 2003.